# Joyce Marcus
Joyce Marcus es una arqueóloga estadounidense, que ha publicado numerosos trabajos sobre la arqueología de América Latina. Su interés particular es sobre las civilizaciones precolombinas de Mesoamérica, donde ha realizado varias temporadas de trabajo de campo, concentrándose principalmente en las culturas de Oaxaca, particularmente en los Valles Centrales de Oaxaca y sus alrededores. En esta región acompañada de Kent Flannery, encabezó las excavaciones en San José Mogote, sitio prehispánico anterior a la fundación de Monte Albán. Marcus también ha dirigido proyectos arqueológicos en el área andina de Perú y el área maya.
Marcus obtuvo su doctorado en antropología de la Universidad de Harvard en 1974.
En la actualidad (2007), Joyce Marcus se desempeña como profesora del Departamento de Antropología del Colegio de Literatura, Ciencias y Artes de la Universidad de Míchigan (University of Michigan College of Literature, Science, and the Arts, en inglés), en Ann Arbor (Míchigan). También ocupa el cargo de curadora de Arqueología Latinoamericana en el Museo de Antropología de la misma universidad. 
En 1997 fue elegida como miembro de la Academia Nacional de Ciencias de Estados Unidos.
Desde 2014 es miembro corresponsal de la Academia Mexicana de la Historia.